# Великий перелом (фільм)
«Великий перелом» (рос. «Великий перелом») — російський радянський військовий фільм 1945 року поставлений режисером Фрідріхом Ермлером. Разом з іншими 11-ма стрічками фільм здобув Гран-прі 1-го Каннського кінофестивалю у 1946 році.

## Сюжет
Друга світова війна. Німецьке командування, підтягнувши величезні сили, починає штурм російського міста на Волзі. Ціною незліченних втрат ворогові вдається притиснути радянські війська до річки. Командувач фронтом генерал Виноградов (Петро Андрієвський) пропонує із стратегічних міркувань здати місто німцям. Але наказ, відданий Верховним головнокомандуванням новому командувачеві фронтом генералові Муравйову (Михайло Державін), свідчить: місто не здавати, готуватися до розгрому фашистських військ. Йдуть дні героїчної оборони міста. Ворог кидає у безперервні атаки усе нові й нові сили. Рідшають ряди захисників міста. Але незважаючи на тяжке становище, генерал Муравйов не дає з резервів жодного солдата, жодного танка. Свого старого друга генерала Кривенко (Андрій Абрикосов), що вимагає негайної контратаки німецьких військ, Муравйов замінює видатним військовим фахівцем з фортифікаційних споруд генералом Пантелєєвим (Олександр Зражевський). Армійська розвідка повідомляє про годину і день останнього, рішучого наступу фашистських військ. Муравйов приймає сміливе рішення — ослабити супротивника, випустивши по скупченнях його військ, готових до атаки, увесь запас снарядів артилерії фронту. Шквал радянської артилерії обрушується на ворога.
Гримлять останні залпи, настають хвилини тиші і тривожне очікування; почнуть атаку німецькі війська, удвічі ослаблені артвогнем, або відкладуть свій наступ? Розрахунок генерала Муравйова виявляється точним. Німецькі війська йдуть у наступ, назустріч їм піднімаються ланцюги радянських військ. У бій вводяться резерви Ставки і накопичені резерви фронту. Муравйов, втілюючи план Верховного головнокомандування, проводить блискучу операцію по оточенню величезної маси німецьких військ. Оборона міста завершується перемогою Радянської армії.

## В ролях
| Михайло Державін-старший | ···· | генерал-полковник Муравйов, командувач фронтом       |
| Петро Андрієвський       | ···· | генерал-полковник Виноградов, начальник штабу фронту |
| Юрій Толубєєв            | ···· | генерал-майор Лавров, член Військової Ради фронту    |
| Андрій Абрикосов         | ···· | генерал-лейтенант Кривенко, командувач 21-ю армією   |
| Олександр Зражевський    | ···· | генерал-лейтенант інженерних військ Пантелєєв        |
| Микола Корн              | ···· | генерал-майор, начальник оперативного відділу фронту |
| С. Рахманін              | ···· | генерал-майор, начальник розвідки фронту             |
| Марк Бернес              | ···· | «Хвилинка», водій командувача                        |
| Володимир Мар'єв         | ···· | лейтенант Федоров                                    |
| Павло Волков             | ···· | Степан, розвідник                                    |

## Додаткові факти
- В основу сюжету фільму лягли події Сталінградської битви 1942 року, хоча в діалогах стрічки слово «Сталінград» і не згадується; лише в одному з кадрів показано трофейну карту, на якій написано: Stalingrad (Tsaritsyn).
- Стрічка поставлена за сприяння штабу і участі військ Ленінградського фронту[2].
- Робота над фільмом, який мав робочу назву «Генерал армії», була завершена в 1945 році, на екрани він вийшов 29 січня 1946 року.

## Визнання
| Нагороди та номінації фільму «Великий перелом» | Нагороди та номінації фільму «Великий перелом» | Нагороди та номінації фільму «Великий перелом» | Нагороди та номінації фільму «Великий перелом» | Нагороди та номінації фільму «Великий перелом» | Нагороди та номінації фільму «Великий перелом» |
| Рік                                            | Кінофестиваль/кінопремія                       | Категорія/нагорода | Номінант | Результат                                      |                                                |
| ---------------------------------------------- | ---------------------------------------------- | --- | --- | ---------------------------------------------- | ---------------------------------------------- |
| 1946                                           | 1-й Каннський міжнародний кінофестиваль        | Гран-прі | Великий перелом | Перемога                                       |                                                |
| 1946                                           | 1-й Каннський міжнародний кінофестиваль        | Гран-прі Товариства авторів і драматичних композиторів (SACD) за найкращий сценарій | Борис Чирсков | Перемога                                       |                                                |
| 1946                                           | Сталінська премія I ступеня                    | Фрідріх Ермлер (режисер), Борис Чирсков (сценарист), Аркадій Кольцатий (оператор), Микола Суворов (головний художник), Михайло Державін (актор), Олександр Зражевський (актор), кіностудія «Ленфільм» | Фрідріх Ермлер (режисер), Борис Чирсков (сценарист), Аркадій Кольцатий (оператор), Микола Суворов (головний художник), Михайло Державін (актор), Олександр Зражевський (актор), кіностудія «Ленфільм» | Перемога                                       |                                                |